# مدیسون تیرنان
مدیسون تیرنان (انگلیسی: Madison Tiernan؛ زادهٔ ۳ ژوئیهٔ ۱۹۹۵) بازیکن فوتبال اهل ایالات متحده آمریکا است.
از باشگاه‌هایی که در آن بازی کرده‌است می‌توان به اسکای بلو اف‌سی اشاره کرد.